# Barrio de España
Barrio de España är en ort i Mexiko, tillhörande kommunen Zumpango i delstaten Mexiko. Barrio de España ligger i den centrala delen av landet och tillhör Mexico Citys storstadsområde. Orten hade 1 995 invånare vid folkräkningen 2010.